# Paz interior
Paz interior  se refiere al hecho de estar mental o espiritualmente en tranquilidad y/o serenidad, con suficiente conocimiento y comprensión como para mantenerse, uno mismo, fuerte, frente a la ansiedad o el desequilibrio emocional. Este estado de paz se considera altamente saludable y suele asociarse con la "felicidad" interna que no depende de factores externos.
La paz interior, la serenidad y la calma a nivel anímico son descripciones de una disposición frente a la vida libre de los efectos del estrés.
Así, a diferencia de la paz más "mundana" (la paz convencional) que es un tipo de paz relativa o pasajera al depender de factores externos (Que se refiere a la ausencia de conflictos, estabilidad emocional o armonía en la vida cotidiana); la Paz interior más espiritual se caracteriza por ser un tipo de paz descrita como profunda e inmutable, que surge de la comprensión y/o trascendencia del ego, el apego y el sufrimiento; trascendiendo así a la paz más "mundana", que por su naturaleza puede romperse fácilmente.

## La Paz interior como estado de iluminación
En muchas culturas, la paz interior está considerada como un estado elevado de conciencia o iluminación que puede ser cultivada y ejercitada mediante diversas formas de entrenamiento como la meditación o el rezo, el Tai Chi o el Yoga por poner varios ejemplos. 
Mientras que la paz convencional (que si se idealiza puede llevar irónicamente al sufrimiento) se enfoca en resolver problemas de la vida cotidiana, pero no llega a resolver el "sufrimiento existencial"; ya que al aferrarse el ser humano a la paz externa como única meta, le generará frustración, pues la vida inevitablemente trae desafíos; la paz de la iluminación se caracteriza por disolver la raíz misma del conflicto existencial que es producida por la "ignorancia" de nuestra verdadera naturaleza. Así esta Paz interior se característica por no dependen de factores externos al ir más allá de las emociones pasajeras y los deseos personales; y mantenerse incluso en la adversidad. Surge del autoconocimiento, la aceptación y la conexión con una realidad superior.
Así por ejemplo en oriente, el encuentro de la paz interior o Shanti está muy asociada a tradiciones budistas e hinduistas. Tenzin Gyatso, el 14º dalái Lama, enfatiza la importancia de la paz interior en el mundo.
La cuestión de la paz real y última en el mundo concierne a los seres humanos, así que los sentimientos humanos forman parte también de la raíz. A través de la paz interior, se puede conseguir la paz exterior. En esto, la importancia de la responsabilidad individual es clave; una atmósfera de paz debe crearse primero en nosotros mismos, después expandirse gradualmente hacia nuestras familias, amigos, comunidad y así hasta llegar al mundo entero